# Řídicí vůz ABfbrdtn795 ČD
Řídicí vůz řady ABfbrdtn795 (do 1. ledna 2009 řada 954.2) vznikl rekonstrukcí poštovních vozů řady Postw na osobní řídicí vozy, které České dráhy využívají především v soupravách s motorovými vozy řady 854. Rekonstrukce navázala v roce 2007 na modernizaci poštovních vozů na řídicí vozy řady Bfbrdtn794 (původně řada 954), od níž se řada ABfbrdtn795 odlišuje rozdělením prostoru pro cestující na první (tři fiktivní oddíly) a druhou třídu. Dále jsou v druhé i v první třídě těchto vozů cestujícím k dispozici zásuvky 230 V pro napájení drobné elektroniky. Některé vozy jsou vybaveny plošinou pro přepravu cestujících na vozíku.

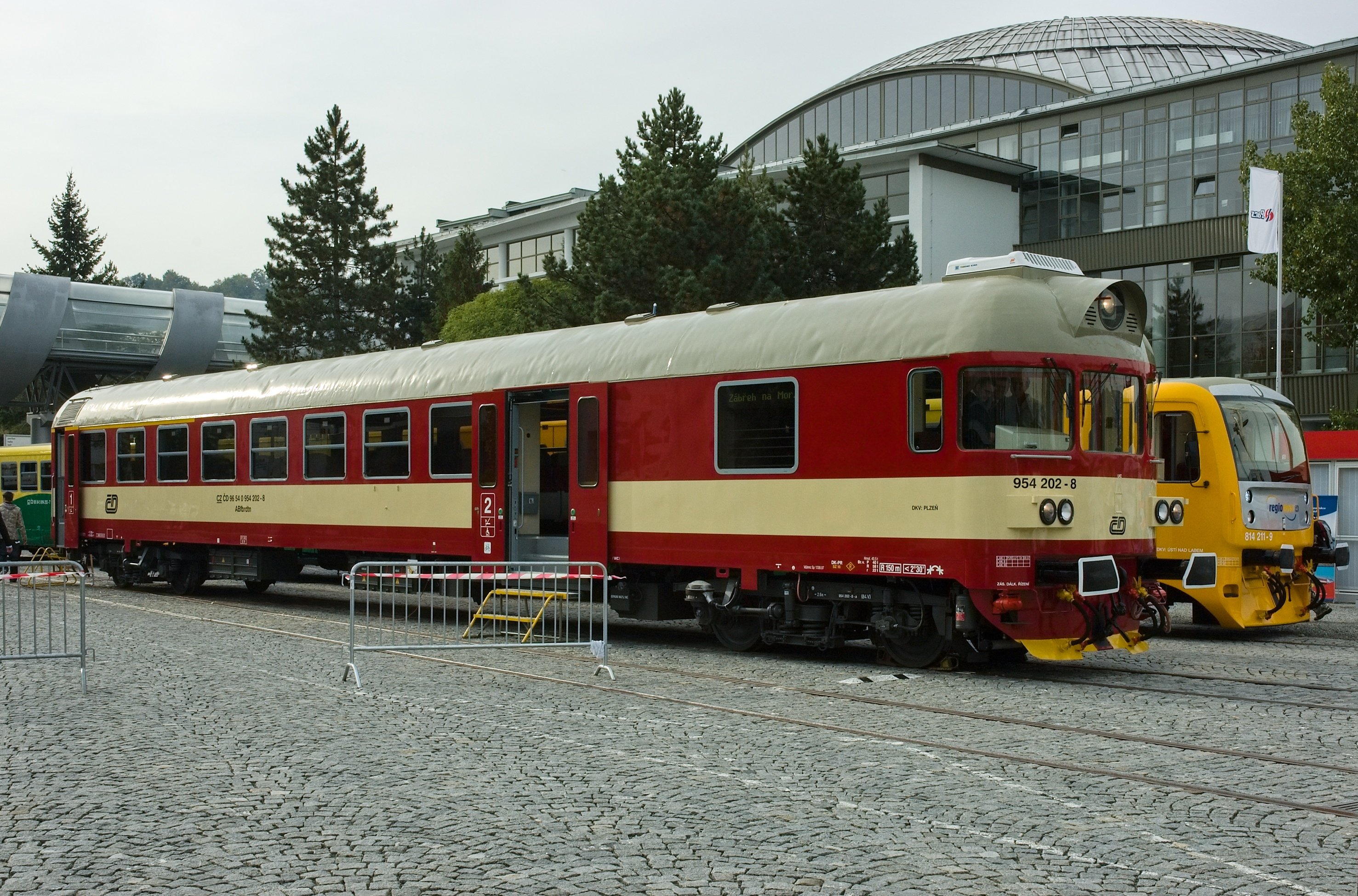
Vůz 954.202 na Mezinárodním strojírenském veletrhu v Brně v roce 2007

Druhý přestavěný vůz, tj. 954.202 (ex Postw 50 54 90-40 214-4) byl představen na 49. ročníku Mezinárodního strojírenského veletrhu v Brně.
Mezi lety 2007 a 2010 vzniklo ve firmě Pars nova celkem 26 řídicích vozů řady ABfbrdtn795, které České dráhy převážně společně s motorovými vozy řady 854 nasazují na vozbu spěšných a osobních vlaků na hlavních neelektrizovaných tratích, případně i tratích místních. Do roku 2019 byly nasazovány i na rychlících. Vozy jsou deponovány ve střediscích údržby Brno-Horní Heršpice, Plzeň, Praha-Libeň a Trutnov.[zdroj?]
Na některých tratích, kde jsou tyto vozy používány, se ovšem nerozlišuje vozová třída. Nezáleží tedy, zda cestující sedí v oddílu první či druhé třídy, protože celý vůz je považován za vůz druhé třídy. Je tomu tak například v případě osobních vlaků mezi Brnem a Starým Městem u Uherského Hradiště, mezi Brnem a Jihlavou nebo z Plzně do Žihle.[zdroj?]

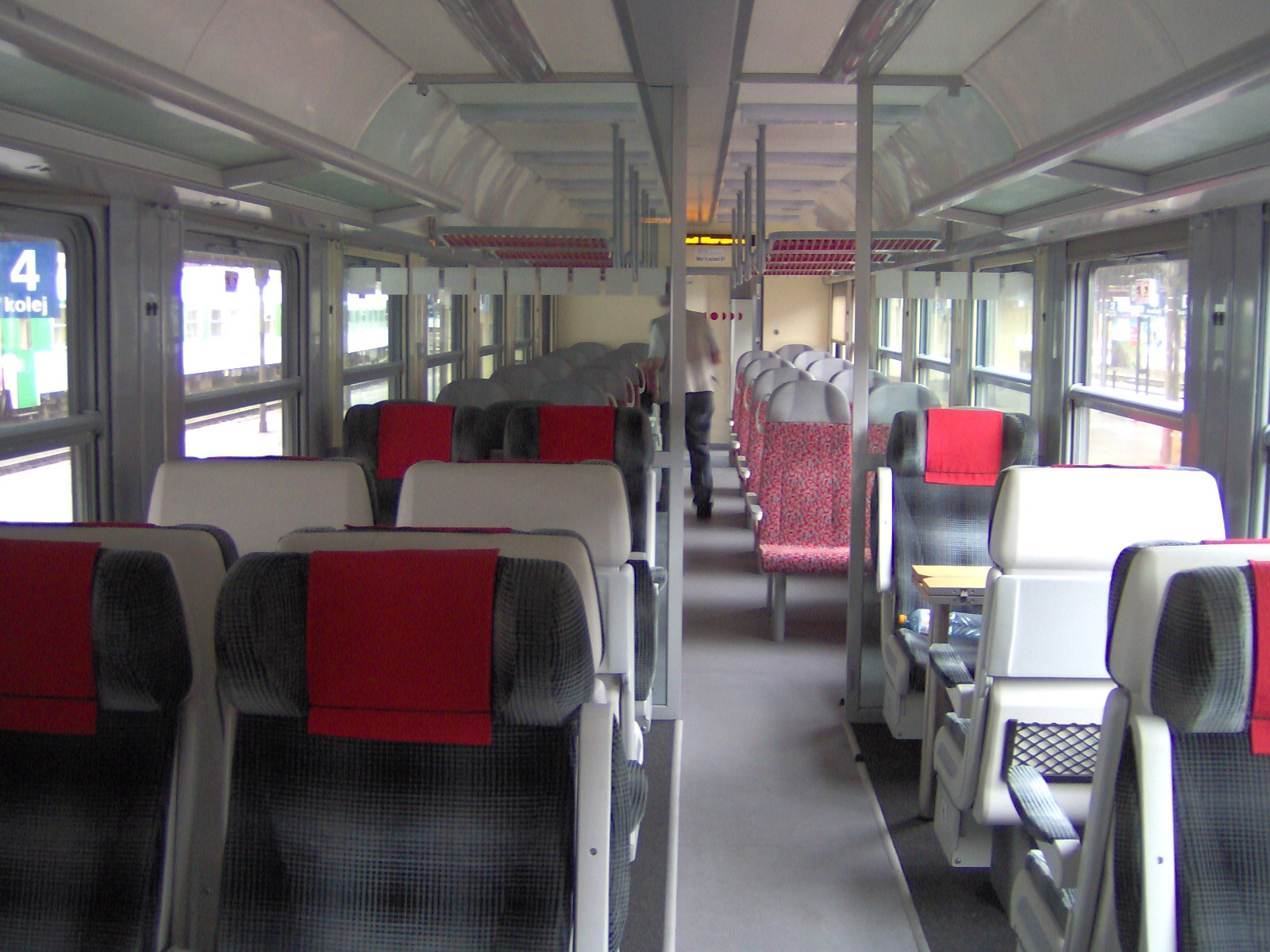
Interiér řídicího vozu řady ABfbrdtn^{795} s oddílem první třídy v popředí

## Provoz
Aktuální k roku 2019/20.

### Spěšné vlaky
- PID R43 Praha - Mladá Boleslav
- Hradec Králové hl. n. - Letohrad
- IDSJMK R56 Brno - Staré Město u Uh. Hradiště/Bojkovice (oddíl 1. třídy jako 2. třída)
- IDSJMK S41 Brno - Hrušovany nad Jevišovkou (oddíl 1. třídy jako 2. třída)
- Sp 1929 Jihlava - Třebíč (oddíl 1. třídy jako 2. třída)
- Praha-Turnov

### Osobní vlaky
- Os 4248/4249 Hulín - Hodonín
- Os 5907 Kolín - Žďár n. S. (pracovní dny)
- Plzeň - Plasy - Mladotice - Žihle (s motorovým vozem 842, oddíl 1. třídy jako 2. třída)
- PID S3 Praha - Všetaty - Mělník/Mladá Boleslav (ve většině s lokomotivou 750.7)
- IDSJMK S6 Brno - Staré Město u Uh. Hrad. (oddíl 1. třídy jako 2. třída)
- IDSJMK S4 Brno - Jihlava (oddíl 1. třídy jako 2. třída)
- IDSJMK S41 Brno - Ivančice/Bohutice/Miroslav (oddíl 1. třídy jako 2. třída - s motorovým vozem 842)
- IDSJMK S8 Znojmo-Břeclav (ve většině případů taženo Motorovým vozem 842)

### Historické spoje
- Rychlíky Kolín - Rumburk do roku 2019
- Rychlíky Praha - Rakovník (od roku 2013 s lokomotivou 750.7  do roku 2019)
- Rychlíky Plzeň - Blatno u Jesenice - Žatec - Chomutov - Most (s motorovým vozem 842)
- Rychlíky R10 (dnes R27) Ostrava-Svinov - Opava východ - Krnov - Olomouc hlavní nádraží do roku 2014 (s motorovým vozem 843 a taky vloženými vozy řad Btn753)
- Sp Krnov - Jindřichov ve Slezsku - Glucholazy - Mikulovice - Jeseník do roku 2014 (s motorovým vozem 843 a taky vloženými vozy řad Btn753)

## Technické parametry
- počet míst k sezení: 53
- délka přes nárazníky: 24 500 mm
- maximální rychlost: 120 km/h
- uspořádání pojezdu: 2’ 2’